# Johann Friedrich Ludwig Thiele
Johann Friedrich Ludwig Thiele (* 18. November 1816 in Harzgerode, Fürstentum Anhalt-Bernburg; † 17. September 1848 in Berlin) war ein deutscher Organist und Komponist. Er wurde auch Carl Ludwig Thiele genannt.

## Leben
Die ersten Musikstunden erhielt Thiele von seinem Vater, der als Sänger in Berlin wirkte. Später war er Schüler von August Wilhelm Bach. Thiele zeigte bald sein musikalisches Können insbesondere an der Orgel, auf der er ein außerordentliches Talent entwickelte. Daraufhin bekam er 1839 die Stelle eines Organisten an der Parochialkirche in Berlin. Er schrieb eine große Anzahl von Konzertstücken für die Orgel.

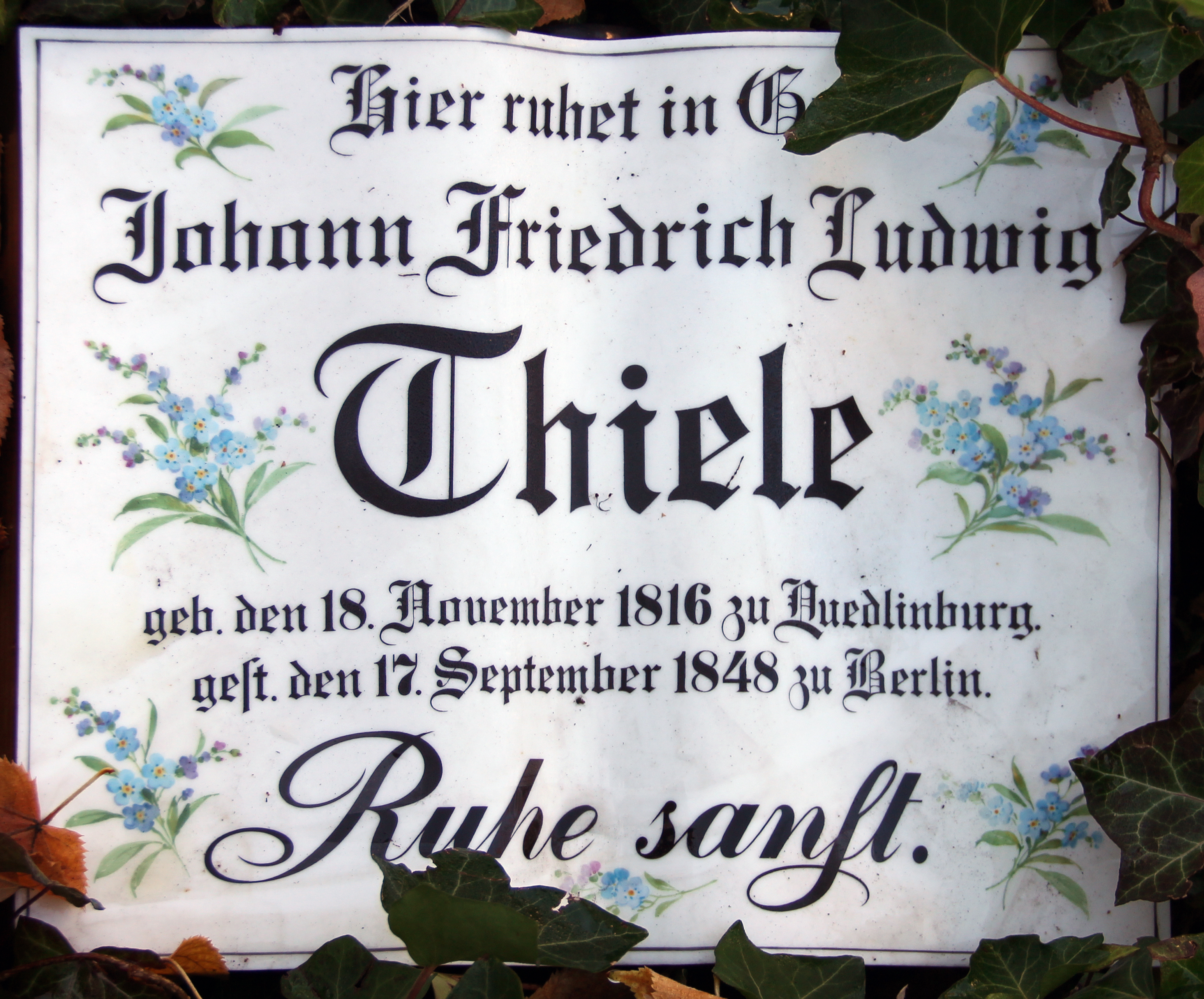
Grabstätte Johann Friedrich Ludwig Thiele, Klosterstraße 67, Berlin-Mitte

Thiele verstarb mit 31 Jahren an Cholera. Seine Grabstätte befindet sich nächst seiner vormaligen Arbeitsstätte in Berlin-Mitte.

## Werke (Auswahl)
- Adagio As-Dur für die Orgel zu vier Händen
- Concertsatz c-Moll für die Orgel zu vier Händen
- Chromatische Fantasie und Fuge a-Moll
- Ein Indischer Königshof
- Thema mit Variationen As-Dur, für Orgel